# Garuda-Indonesia-Flug 865
Auf dem Garuda-Indonesia-Flug 865 (Flugnummer: GA865) verunglückte am 13. Juni 1996 eine McDonnell Douglas DC-10-30 beim Startlauf vom Flughafen Fukuoka. Bei dem Zwischenfall, der durch eine Überschreitung der zulässigen Betriebsdauer an einem Verschleißteil verursacht wurde, kamen 3 Passagiere ums Leben, weitere 68 Personen wurden verletzt.

## Flugzeug
Bei der verunglückten Maschine handelte es sich um eine McDonnell Douglas DC-10-30. Das Flugzeug trug die Werksnummer 46685, es handelte sich um die 284. DC-10 aus laufender Produktion. Die Maschine absolvierte am 24. April 1979 ihren Erstflug und wurde am 27. Juli 1979 an die Garuda Indonesia ausgeliefert, wo sie seitdem durchgehend mit dem Luftfahrzeugkennzeichen PK-GIE und dem Taufnamen Kalimantan in Betrieb war. Das dreistrahlige Langstrecken-Großraumflugzeug war mit drei Triebwerken des Typs General Electric CF6-50C ausgestattet. Bis zu dem Flugunfall hatte die Maschine 46.325 Betriebsstunden absolviert.

## Flugroute
Am Unfalltag wurde die Maschine auf einem internationalen Linienflug vom Flughafen Fukuoka zum Flughafen Soekarno-Hatta eingesetzt, wobei ein planmäßiger Zwischenstopp auf dem Flughafen Ngurah Rai erfolgen sollte.

## Passagiere und Besatzung
Den Flug hatten 260 Passagiere angetreten, die an diesem Tag durch 15 Besatzungsmitglieder begleitet wurden. Die Cockpitbesatzung bestand aus einem Kapitän, einem Ersten Offizier und einem Flugingenieur, die vor Antritt des Fluges eine 72-stündige Ruhepause gehabt hatten. Die Kabinenbesatzung bestand aus zwei Pursern, zwei männlichen und sieben weiblichen Flugbegleitern sowie einer Übersetzerin.
Der 38-jährige Kapitän hatte seine kommerzielle Pilotenlizenz am 1. Dezember 1981 erworben. Er verfügte über 10.263 Stunden Flugerfahrung, davon 2641 mit der McDonnell Douglas DC-10. Die Musterberechtigung für diesen Flugzeugtyp besaß er seit dem 20. Juni 1994.
Der 31-jährige Erste Offizier wurde am 5. Januar 1992 zum Berufspiloten für die kommerzielle Luftfahrt zertifiziert. Am 28. Juli 1992 erhielt er die Musterberechtigung für die McDonnell Douglas DC-10. Seine fliegerische Erfahrung belief sich auf 3910 Stunden, darunter 1437 mit der DC-10.
Der 34-jährige Flugingenieur wurde am 6. September 1990 zertifiziert und erhielt zum gleichen Termin eine Musterberechtigung für die DC-10. Seine 2935 Stunden Flugerfahrung hatte er allesamt im Cockpit einer DC-10 absolviert.

## Unfallhergang

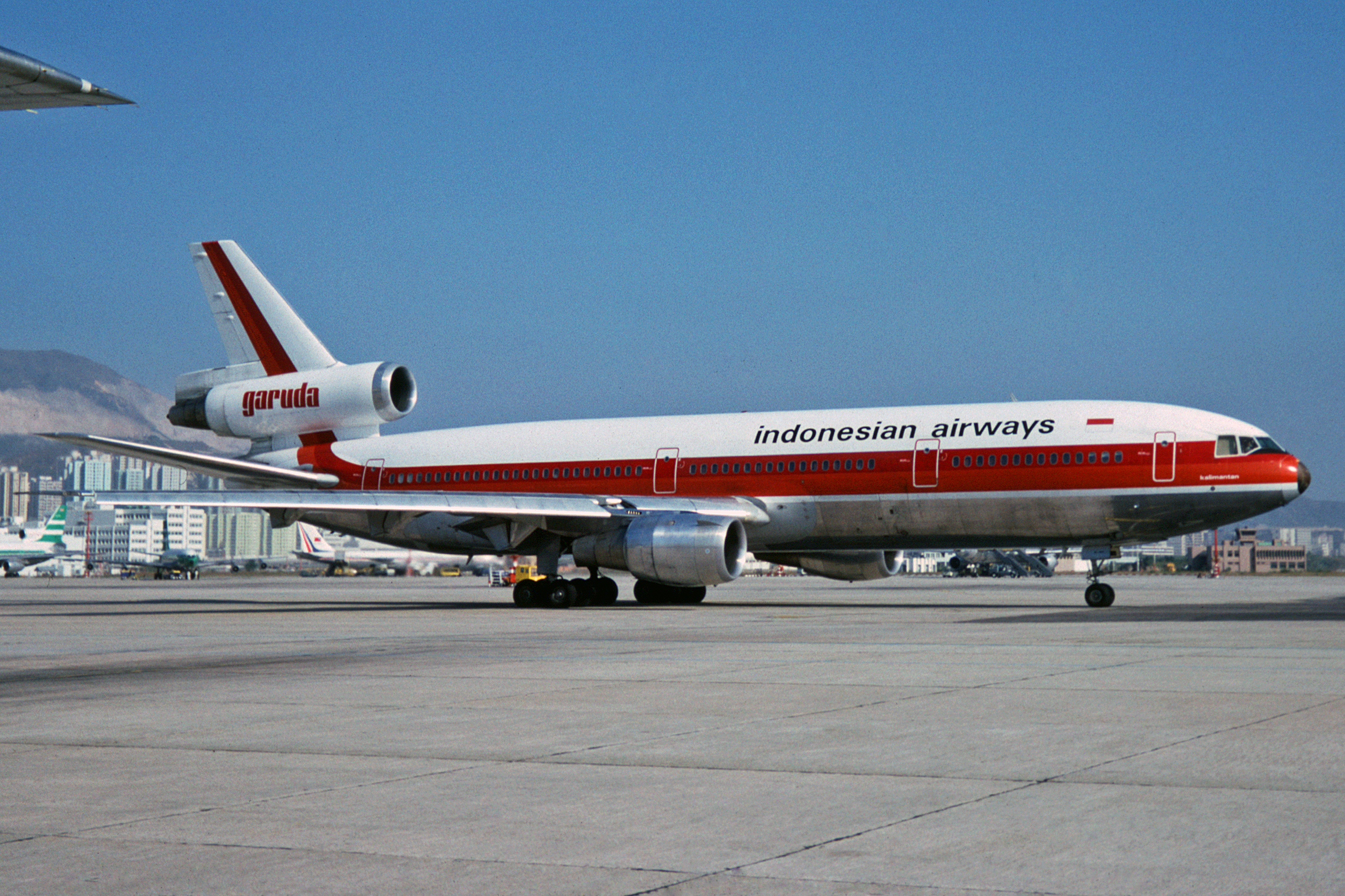
Die betroffene Maschine PK-GIE in einer früheren Bemalung der Garuda Indonesia

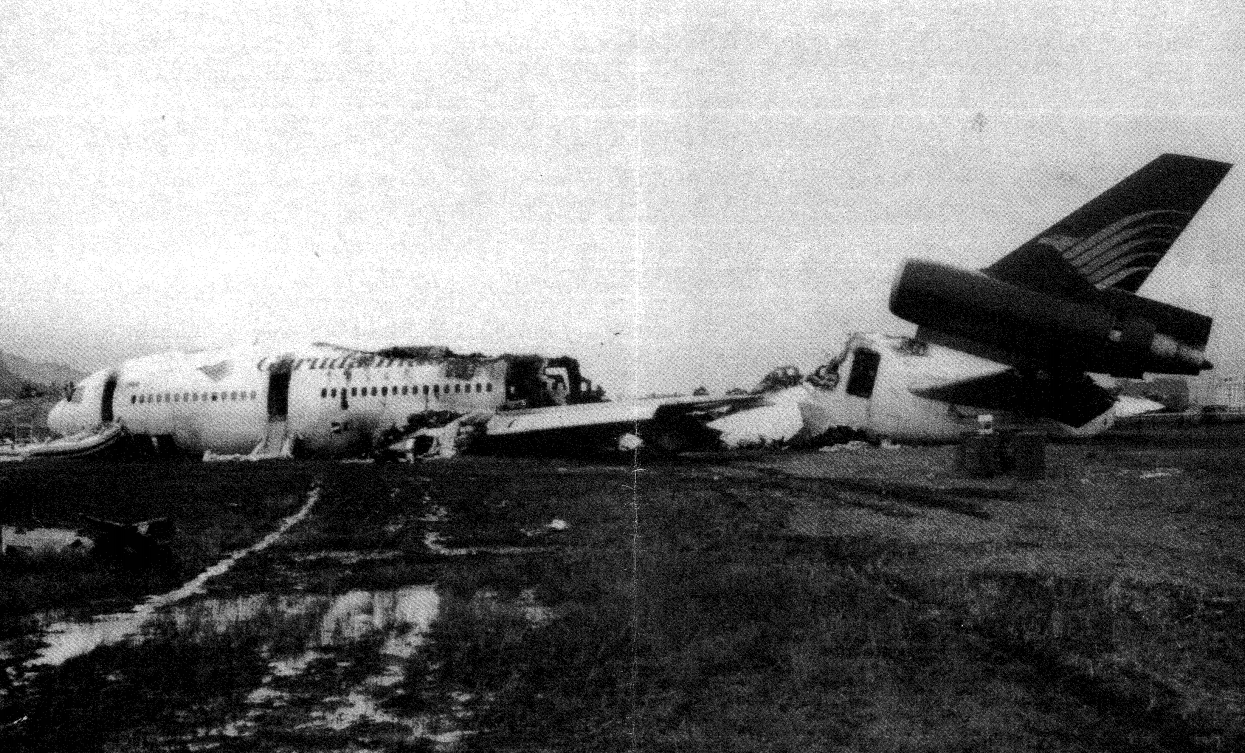
Das Wrack der Maschine

Die Besatzung hatte eine Freigabe zum Start von Bahn 16 in südliche Richtung erhalten. Die Maschine wurde vom Kapitän beschleunigt, während der Erste Offizier die Geschwindigkeiten ausrief. Kurz nach Erreichen der Abhebegeschwindigkeit und als die Maschine zu rotieren begann, ereignete sich ein Triebwerkschaden in dem rechtsseitigen Triebwerk Nr. 3. Der Kapitän leitete einen sofortigen Startabbruch ein. Um die Maschine zum Stehen zu bringen, wurden die Bremsen, die Störklappen und die Schubumkehr aktiviert, jedoch war ein Abbremsen vor dem Landebahnende aufgrund der bereits erreichten Geschwindigkeit und der verbliebenen Landebahnstrecke nicht mehr möglich. Die DC-10 rollte über das Bahnende hinaus, durchbrach die Flughafenumzäunung, rutschte über einen Graben und eine Straße, wobei das Fahrwerk sowie beide seitlichen Triebwerke abgerissen wurden. Die Maschine kam schließlich 620 Meter hinter dem Startbahnende zum Stehen. Der Rumpf war an zwei Stellen gerissen, am hinteren Ansatz der Tragflächenwurzeln sowie etwa 104 cm weiter hinten. Ein Feuer brach aus und zerstörte insbesondere die Bereiche zwischen den beiden Bruchstellen.
Es wurde eine sofortige Evakuierung eingeleitet. Von den 275 Personen an Bord konnten 272 die Maschine rechtzeitig verlassen, drei Passagiere starben. Zudem gab es 68 Verletzte.

## Ursache

Sitzverteilung innerhalb der Maschine. Die Passagiere auf den Sitzen 34K, 35K, und 35J wurden bei dem Unfall getötet

Der Zwischenfall wurde durch die Untersuchungskommission für Flugunfälle des japanischen Transportministerium untersucht. Ein entsprechender Untersuchungsbericht wurde am 20. November 1997 veröffentlicht. Der Unfall wurde auf schlechte Wartung und einen Pilotenfehler zurückgeführt. Der Kapitän äußerte, dass er nach dem plötzlichen Triebwerkschaden befürchtet hatte, die Maschine könnte mit Gebäuden oder anderen Objekten kollidieren, sollte er den Start nicht abbrechen. Tatsächlich ist eine Douglas DC-10 so konstruiert, dass sie sich auch nach dem Ausfall eines Triebwerks in der Luft halten kann.
Dass es überhaupt zu dem Triebwerksausfall gekommen war, lag an dem Abbruch einer Kompressorschaufel im Triebwerk. McDonnell Douglas gab an, dass die Kompressorschaufeln nach 6000 Flugzyklen (Flugeinheiten bestehend aus Starts und Landungen) auszutauschen seien. Ermittlungen ergaben, dass die Maschine bereits 6182 Flugzyklen abgeleistet hatte. Daraus konnte geschlossen werden, dass die zulässige Betriebsgrenze der Kompressorschaufeln überschritten war.